# Peggy Sol
Élida Noemí Gabriela Lapadú (Villa Santa Rita, Buenos Aires, Argentina; 30 de abril de 1945), más conocida como Peggy Sol, es una reconocida actriz, vedette, bailarina y cantante argentina.

## Carrera
Peggy Sol fue una destacadísima bailarina y cantante que tuvo una importante trayectoria tanto en teatro como en televisión.
En la pantalla chica plasmó su talento para los números musicales en  varios programas dedicados a esos géneros a fines de los años sesenta y principios de los setenta.
En cine se destacó en algunos filmes de  Julio Saraceni y Hugo Sofovich, y en teatro de la mano de Alejandro Doria, Juan Carlos Thorry y Paolantonio.
En lo referente al género revisteríl compartió escena con importantes figuras del teatro de revistas como Darío Vittori, Jorge Porcel, Dringue Farías, entre muchos otros.

### Filmografía
En 1976 hizo La noche del hurto junto con Ricardo Espalter, Javier Portales, Ethel Rojo y Mario Sánchez.
En 1978 actuó en Patolandia nuclear, con Rafael Carret, Horacio Bruno, Alfredo Barbieri y Luis Medina Castro, entre otros.

### Televisión
- 1961: Sábados Circulares
- 1967: La revista del Dringue con Dringue Farías, Beba Bidart, María Magdalena y Pedro Sombra.[2]
- 1970: Telepark, junto a José Marrone, Julio López y Vicente Rubino
- 1970: El Special, emitido por Canal 7.
- 1971: Politikabaret.
- 1972: La mosca loca.
- 1973: El patio de la morocha, protagonizada por Virginia Luque, con el papel de Reina.
- 1973/1976: El chupete, emitido por Canal 13.
- 1976: El show de Sara Benítez, emitido por Canal 7.
- 1977: Tropicana club, emitido por Canal 9.
- 1978: El tío Porcel.
- 1978: Porcelísimo.
- 1981: El ciclo de Guillermo Bredeston y Nora Cárpena como Verónica.
- 1981: Comedias para vivir (ep. Mi hijo el ministro) como Anita.
- 1982: Casi una pareja como la esposa de Alfio[3]
- 1982: Yo soy porteño como Yuya.
- 1984: Las mil y una de Sapag.
- 1985: Las tretas de Moria, junto a Moria Casán, Mario Castiglione y Gloria Montes.
- 1987: Supermingo.
- 1990: El teatro de Darío Vittori.
- 1990: Detective de señoras.
- 1993: musical especial en el programa Hola Susana, conducido por Susana Giménez.
- 1994: Buena pata.
- 1996: Chiquititas.

Inicio
Sinopsis
Protagonistas
Temporadas y episodios
Alternar subsección Temporadas y episodios
Teatro
Banda sonora
Alternar subsección Banda sonora
Premios y nominaciones
Emisión internacional
Adaptaciones
Alternar subsección Adaptaciones
Mercadotecnia
Referencias
Enlaces externos

### Teatro
- Recuerdo del viejo Buenos Aires (1969) en el Teatro Cómico con Aída Luz, Niní Marshall y Adolfo García Grau.
- Fiesta de mi Ciudad (1974) con Hugo del Carril, Violeta Rivas, Jorge Sobral, Floreal Ruiz, Silvia Aguirre, Mr. Alex, Victor Ayos y su ballet.
- Risotadas de Olmedo y Porcel (1974).
- Aleluya Buenos Aires (1975) en el Teatro Maipo. Ingresa reemplazando a Violeta Montenegro. Junto a José Marrone, Alberto Olmedo, Mimí Pons, Norma Pons y Miguel Jordán.
- Los verdes están en el Maipo (1976) en T. Maipo. Junto a Tristan, Javier Portales y Mario Sánchez.
- La noche de los sinvergüenzas (1981) junto a Nora Cárpena, Guillermo Bredeston, Carlos Calvo y Claudia Cárpena.
- Doña Flor y sus dos maridos (1983), con Ana María Giunta, Adrián Ghio, Ana María Cores, Jorge Amado, Villanueva Cosse y José María Paolantonio.
- Las Muchachas del Tiempo Aquel (1988), en el Teatro de la Rivera, con Tania, Margarita Padin, Elena Lucena, Nelly Panizza, Maurice Jouvet, Gabriel Robito, Jorge Barreiro e Irma Córdoba.[4]
- Un hombre llamado Pablo dirigido por Arturo Fresolone (obra en el exterior), en el Centre for the Perfoming Arts.
- Ciclo en el Humbert Park, en el papel de Clitenmestra.
- La cenicienta.
- Muerte accidental de un anarquista.
- Una noche bien movida.
- Qué nos sucede, vida.
- Qué noche de casamiento.
- Divorcio compartido.

Desde el 2007 actuó en el grupo Crisálida, presentándose  en el George Ignatieff Theatre en la Universidad de Toronto.

### Etapa como Cantante
Interpretó indistintamente temas en castellano, italiano o inglés. Se presentaba frecuentemente en shows televisivos. En un LP editado por RCA Camden en 1964 con temas del Festival de San Remo interpretados por argentinos canta muy bien Stasera No No No y Copos, copos de nieve. Hizo también los temas del programa televisivo Historias de Nosedonde, con Luis Landriscina. También participó en el Show "Tango de oro" con dirección de los bailarines Roxana & Fabian Belmonte.
Ya radicada en el exterior trabajó con  Esteban Vercel, un cantante argentino que vivía en Toronto. Con él cantó en El Día del Tanto en Plaza Flamingo. 

## Exilio
A mediados de la década de 1990, Peggy decidió alejarse del medio al acercanse la "era menemista", y decidió trasladarse a Toronto, Canadá, tentada por un ofrecimiento de una amiga.

## Vida privada
Es divorciada y tiene un hijo varón.